# Ij bogianen
Ij bogianen è l'undicesimo album in studio del cantante italiano Gipo Farassino, pubblicato nel 1972.

## Tracce
Testi e musiche di Farassino, eccetto ove indicato.
Lato 1
1. Ij bogianen - 4:15
2. L'è nen l'età ch'a l'è importanta (Le temps ne fait rien à l'affaire) - 2:12 (musica: Brassens)
3. Lasseme sté - 4:52
4. Ël miscredent (Le mécréant)	- 3:40 (musica: Brassens)
5. Requiescant - 4:49
6. Ël Poeta - 3:06

Lato 2
1. Le trombëtte 'd la celebrità (Les trompettes de la renommée) - 5:06	(musica: Brassens)
2. Me borgh - 3:52
3. Col dì - 4:48
4. Ans la strà dël Pin - 2:05
5. Barbra Michlin (Oncle Archibald) - 3:28 (musica: Brassens)
6. Me testament - 3:22